# 나리타 공항 관제탑 점거사건

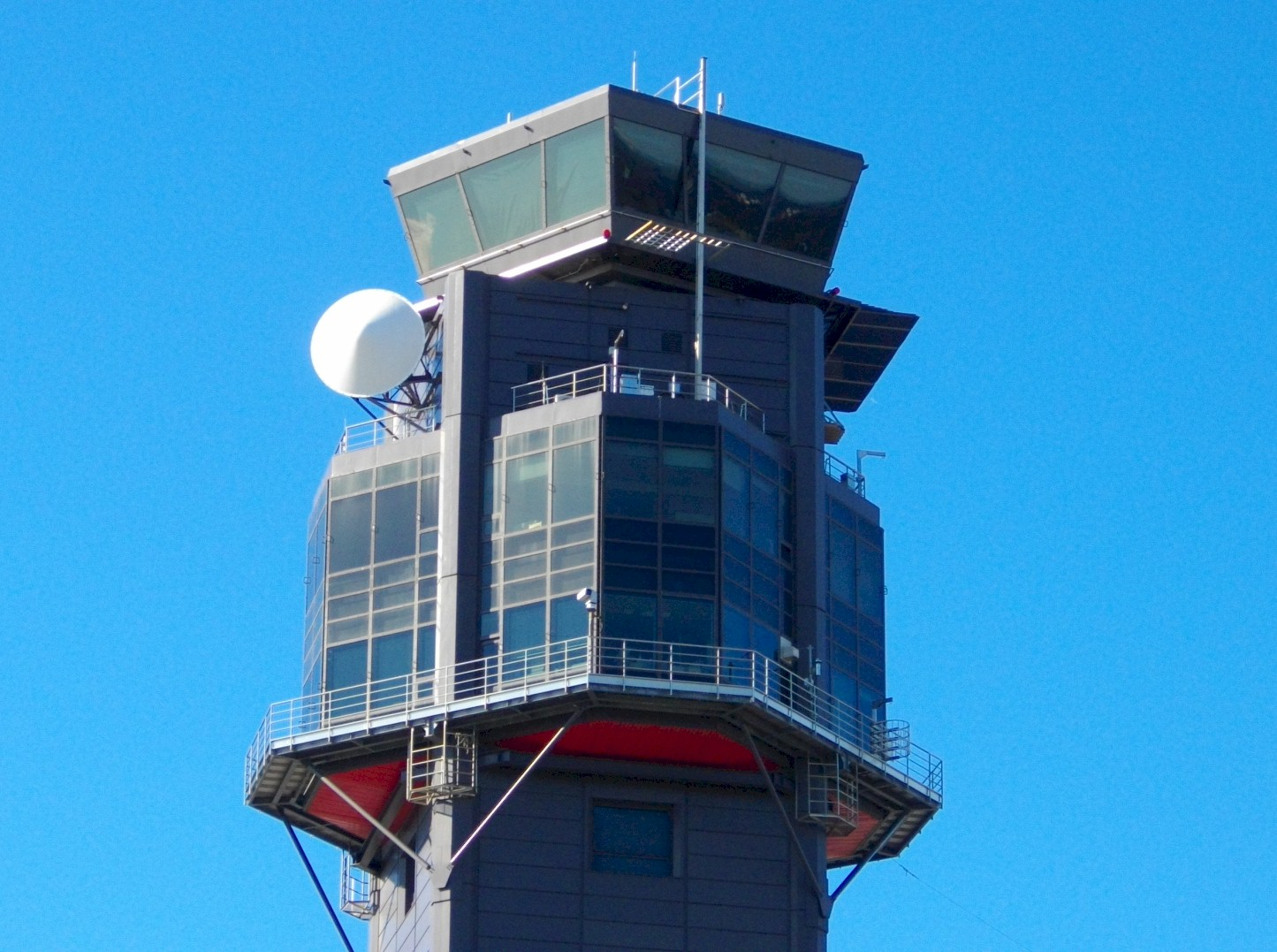
사건 현장이 성립된 신도쿄 국제공항에 있는 관제탑의 모습.

제4인터내셔널의 붉은색 헬멧

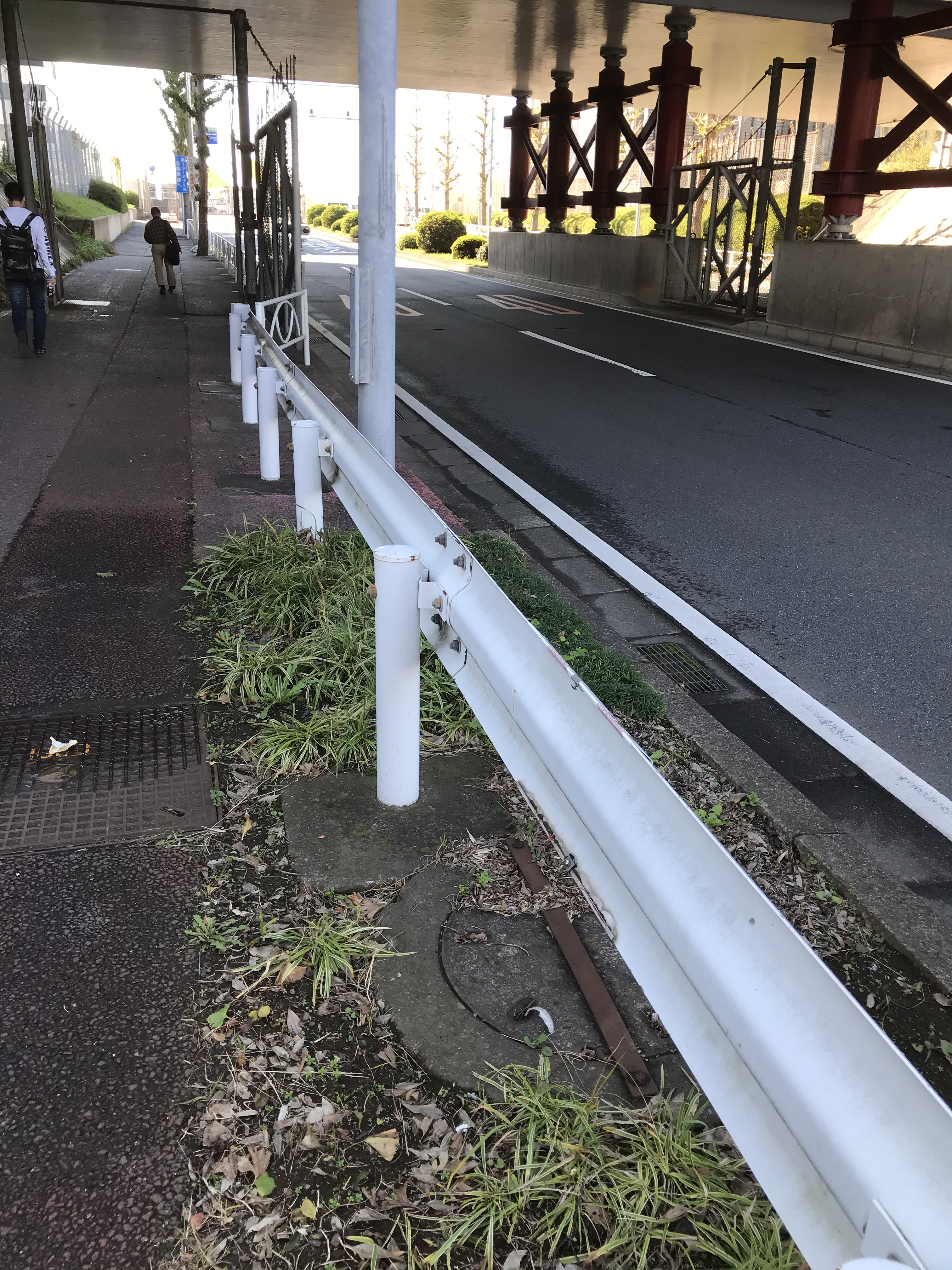
과격파 대책으로 봉인하였던 나리타 공항 내의 맨홀

나리타 공항 관제탑 점거사건(成田空港管制塔占拠事件)은 1978년 3월 26일 발생된 산리즈카 시바야마 연합공항반대동맹(이하 반대동맹)을 지원하고 있는 극좌 폭력집단이 집단적인 실력 투쟁을 벌이는 사건으로, 개항 직전 당시의 신도쿄 국제공항 (現 나리타 국제공항)에 난입하여 관제탑의 기기를 파손시키는 사건이다. 해당 사건의 여파에 따라 신도쿄 국제공항의 개항이 약 2개월 이상 지연되면서 동년 5월 20일 정식으로 개항하게 되었다.

## 사건의 경위
1976년, 후쿠다 다케오 내각이 성립되면서 "내정의 최대 중요 과제로서 나리타 공항의 개항에 임하겠다."라고 표명하자, 1977년 11월 당시의 발표에 의거하면 개항 예정일을 1978년 3월 30일로 결정된 상태였다. 그러나 극렬파들이 나리타 공항의 개항을 저지하기 위해 이를 목적으로 방해함에 따른 개장 시기가 무기한 연기될 수도 있고 일본 자국 뿐만 아니라, 인근의 한국과 미국, 호주, 홍콩, 기타 서방 세계에서의 신망까지 상실시킨 것으로 보인다. 또한 해당 공항의 개항을 아예 취소하였다면 나리타 공항의 개항 시기가 1980년 이후로 미루어졌을 지도 모른다. 해당 사건의 원인을 보면 과격파에 의해 나리타 공항의 개항을 저지하려는 것을 목적으로 일으킨 것으로 드러나고 있던 것으로 보이며, 일본 기동경찰대와 과격파간의 혈투전이 48시간 넘게 지속되면서 불법으로 설치되어 있었던 철탑 모두 삭제 작업이 성공적으로 마무리되었던 것으로 결론지었다. 이 사건의 여파에 따라 일본 당국과 나리타 공항 개항 준비단 모두 차질 없이 개항하였던 것으로 보인다. 이에 따라 하네다 공항은 중화항공을 제외한 모든 외항사들이 대거 나리타로 이전되었고, 나리타 개항 이전 당시의 마지막 다른 제3국 국적 외항사 노선은 플라잉 타이거 라인이라는 화물 항공사의 마지막 항공편의 이륙을 끝으로 종료되었고, 나리타 국제공항의 첫 개항 당시 최초로 착륙시킨 항공기는 대한민국의 대한항공으로 돌아갔다.
이 사건의 여파가 조선민주주의인민공화국에 의한 일본인 납치 사태와도 직결되어 있고, 일본 내에서의 적군파에 의한 일본인 납치 사례가 지속되는 것으로 보였기 때문에 1970년대 당시 일본은 북한과 수교하게 되어 있지 않는 상태여서, 북한의 이웃 나라인 소련과 중화인민공화국 등을 수교하였고 반대로 타이완과는 1952년 2차 수교 이래 20년 동안 국교를 유지하다가 1972년] 중일 수교가 정식으로 체결되면서 자연적으로 외교 관계가 종료된 상태였던 것으로 보인다.
비슷한 시기의 대한민국은 박정희 전 대통령의 피살 이전 당시의 상황이었고 육영수 여사의 저격 이후였으며 한국의 5·18 광주 민주화 운동의 일본판을 연상되는 것으로 드러나고 있다.

## 같이 보기

### 일반 주제
- 나리타 공항 문제
- 산리즈카 투쟁
- 신좌파
- 10·20 나리타 현지투쟁
- 러다이트 운동

### 유사 항쟁
- 5·18 광주 민주화 운동
- 강경대 사건
- 제주 4·3 사건
- 4·19 혁명
- 5·3 인천 사태